# Ashwin Adhin

Ashwin Adhin (2017)

Michael Ashwin Satyandre Adhin (* 10. Juni 1980 in Paramaribo, Suriname) ist ein surinamischer Politiker.

## Leben
Adhin ist hindustanischer Abstammung und kommt aus einem familiären Umfeld der Bildung, Erziehung und Kultur.

### Studium, Beruf
Nach der schulischen Ausbildung in Paramaribo schloss er als Ingenieur ein Studium der Elektrotechnik  an der Universität Delft als Master of Science ab.
Danach arbeitete er als Projekt Manager für verschiedene Telekommunikationsfirmen in Suriname und war als Dozent für Elektrotechnik an der Anton de Kom Universität in Paramaribo tätig.
Von 2011 bis 2013 war er außerdem Vorsitzender der Culturele Unie Suriname (C.U.S.).

### Politische Karriere
Bis zu seiner Berufung und Vereidigung am 3. Juli 2013 als Minister für Bildung und Volksentwicklung im Kabinett Bouterse trat er politisch nicht in Erscheinung. Das Amt wurde im März 2015 in Ministerium für Bildung, Wissenschaft und Kultur umbenannt.
Bei den Parlamentswahlen vom 25. Mai 2015 wurde er für die Nationale Democratische Partij in De Nationale Assemblée (DNA) gewählt. Hierbei trat er gleichzeitig für seine Partei als Vizepräsidentschaftskandidat an.
Am 14. Juli 2015 wurde Ashwin Adhin vom Parlament zum Vizepräsidenten der Republik Suriname gewählt.
Die Inauguration, Amtseinführung und die erneute Vereidigung von Präsident Dési Bouterse erfolgte am 12. August 2015 in der Anthony Nesty Sporthalle in Paramaribo.
Die NDP verlor bei den Parlamentswahlen vom 25. Mai 2020 gegenüber 2015 zehn Sitze und auch die Regierungsverantwortung. Adhin wurde jedoch als NDP-Kandidat im Distrikt Wanica gewählt und damit Parlamentsabgeordneter der Oppositionspartei.
Nach den Parlamentswahlen vom 25. Mai 2025 erhielt die NDP die meisten Stimmen und Adhin wurde in der ersten Sitzung nach den Wahlen am 29. Juni 2025 durch die NDP-Vorsitzende Jennifer Simons als Vorsitzender der Nationalversammlung von Suriname (DNA) nominiert. Bei der folgenden Abstimmung erhielt er mit 34 Stimmen die erforderliche Mehrheit.